# کاروانسرای شاه‌عباسی (ایوانکی)
کاروانسرای شاه عباسی ایوانکی مربوط به دوره صفوی است و در ایوانکی، ۱ کیلومتری جنوب شهر و در کیلومتر ۸۲ جاده تهران به گرمسار واقع شده و این اثر در تاریخ ۱۶ آبان ۱۳۷۵ با شمارهٔ ثبت ۱۷۶۳ به‌عنوان یکی از آثار ملی ایران به ثبت رسیده است.
کاروان سرای شاه عباسی ایوانکی اولین منزلگاه کاروان‌هایی بود که از تهران عازم خراسان می‌شدند.

## ساختمان کاروانسرا
ساختمان این کاروانسرا از سنگ و آجر بنا شده و دارای تزیینات آجر کاری است. شکل کاروانسرا از نظر معماری چهار ایوانی است. این کاروانسرا که دارای پلانی مربع شکل است، به صورت شرقی – غربی بوده و ورودی آن از ضلع شرقی بنا می‌باشد. ایوان‌ها به صورت عریض اما کم ارتفاع قرار گرفته‌اند. از جمله زیبایی‌های این بنا، تقارن در کل بنا است. حجره‌های دور تا دور حیاط و قسمت بیرونی درب به صورت آجری قرار گرفته‌اند که جلوه‌های خاصی به بنا بخشیده‌اند. این کاروانسرا دارای سردر بسیار زیبایی است. مصالح بکار رفته در بنا خشت و گل، آجر و سنگ است. این کاروانسرا دارای دو شاه‌نشین در ضلع شرقی و غربی است که یکی بر بالای سردر ورودی و دیگری بالای ایوان مقابل ورودی تعبیه شده است. این کاروانسرا دارای ۲۴ حجره و ۴ باره بند است. در مقابل حجره‌ها ایوان‌های کوچکی است که جهت استفاده مسافرین در فصل تابستان ساخته شده است. طاقهای بنا از نوع جناقی می‌باشند. همچنین در مقابل این کاروانسرا یک آب‌انبار جهت استفاده مسافرین ساخته شده است که در حال تخریب و نابودی است.

## وضعیت کنونی
علی‌رغم مرمت‌های سطحی صورت گرفته در این بنا، امروزه بخش اعظمی از این کاروانسرا به دلایل کم توجهی در حال تخریب و فرسایش هست. همچنین امکان بازدید به صورت آزاد و حتی برنامه‌ریزی شده از این بنای تاریخی وجود ندارد.